# Acordo Franco-Italiano
O acordo franco-italiano de 7 de janeiro de 1935 foi assinado em Roma pelo ministro das Relações Exteriores francês Pierre Laval e pelo primeiro-ministro italiano Benito Mussolini.
Pierre Laval sucedeu Louis Barthou como ministro das Relações Exteriores após seu assassinato em Marselha ao lado do rei Alexandre I da Iugoslávia em 9 de outubro de 1934. Ele emprestou de seu antecessor a ideia de um sistema de segurança coletiva destinado a conter a ameaça de Hitler na Europa. Em 4 de janeiro de 1935, Pierre Laval foi para Roma, capital da Itália fascista, para se reunir com Mussolini. Foi o início de uma ofensiva diplomática destinada a cercar a Alemanha de Adolf Hitler em uma rede de alianças.
Ele propôs um tratado para Benito Mussolini que as partes em disputa definiram a Somalilândia Francesa (atual Djibouti) como parte da Eritreia, redefiniram o estatuto oficial dos italianos na Tunísia francesa, e, essencialmente, deram aos italianos carta branca para lidar com a Crise da Abissínia com a Etiópia. A Itália também deveria receber a Faixa de Aouzou que devia ser transferida do Chade governado pelos franceses para a Líbia governada pelos italianos (esta questão teria algumas implicações na Segunda Guerra Mundial e nas relações pós-coloniais entre Líbia e Chade).
Em troca de todas essas concessões, a França esperava (em vão, como se viu) pelo apoio italiano contra uma agressão alemã.